# Joseph Wilson (trener)
Joseph Wilson – gujański trener piłkarski.

## Kariera trenerska
Od 2000 do 2002 prowadził narodową reprezentację Gujany.